# 東海大学付属相模高等学校・中等部
東海大学付属相模高等学校・中等部（とうかいだいがくふぞくさがみこうとうがっこう・ちゅうとうぶ）は、神奈川県相模原市南区相南三丁目に所在する東海大学付属中高一貫校。
一般的な略称は「東海大相模」（とうかいだいさがみ）。
同一敷地内に中等部が併設し施設を共用する。東海大学湘南キャンパスとは1時間ほどの距離にある。

## 高等学校の設置学科
- 普通科

## 沿革
公式サイトにて
- 1963年4月 - 東海大学を母体とし、東海大学付属相模高等学校が開校。
- 1966年6月 - 雑誌『東海相模』創刊[注 1]。
- 1972年10月 - 10周年記念式典・松前重義博士胸像除幕。
- 1979年2月 - 松前記念体育館完成。
- 1980年4月 - 東海大学付属相模中学校が開校。
- 1983年10月 - 20周年記念式典。
- 1985年11月 - 本館校舎（1号館）完成。
- 1990年4月 - 情報処理教育導入。
- 1992年4月 - 新制服を採用。
- 1993年4月 - 学校完全週5日制導入。
- 1994年4月 - 30周年記念式典・3号館完成。
- 1997年4月 - 生徒相談室開設。
- 1999年4月 - 2学期制導入。
- 2000年10月 - 第2体育館完成。
- 2006年8月 - 1号館 改修工事。
- 2007年4月 - 文部科学省「SELHi」指定校。
- 2008年4月 - 東海大学付属相模中学校を東海大学付属相模高等学校中等部へ校名変更。
- 2010年3月 - 4号館耐震補強・改修工事完了。屋上にテニスコートが新設される。
- 2012年6-9月 - 1号館の空調設備の老朽化のため、再設置工事（全面取替）。
- 2013年
  - 4月 - 開校五十周年記念として、グラウンドが芝生化され、松前記念総合グラウンドと名を改める。
  - 8月 - 校内の蛍光灯をすべてLEDに置き替え、天井が張り替えられる。
- 2022年4月 - 中高の制服がそれぞれ変更となる。

## 交通・立地条件
相模大野駅・小田急相模原駅より徒歩10分。中央林間駅より自転車10分。

## 進学率
8割強が東海大学に進学し、残りの2割弱が他大学進学もしくは未定である。

## 設備
施設は充実しており、ナイター完備の野球場、テニスコートをはじめ、大規模な体育館、柔道場、人工芝生の総合グラウンドなどのスポーツ施設が整っている。その他にも3号館の図書館や大ホール、2号館の美術室や実験室、小ホールや、野球場側のビオトープなどといった文化の面でも施設が充実しており、数多くの部活動が活用している。また中等部・高等部共に自動冷水機や食券販売機が備わっている。
施設の建設から数十年経過する高等学校校舎の1号館など、近年は老朽化が進行している施設もあるが、改修工事が行われているため深刻な問題点はない。2006年には1号館の改修工事を行い、手洗い場と生徒用玄関は、自動照明となり、手洗い場については自動水洗となった。改修工事は夏休み等の授業の行われていない間にも進められてきたが、2012年の1号館空調設備の全面取り替えは夏休み期間では終了しないため、7月から9月に掛けて行われている。
高等学校は各学年12 - 14クラス（1クラス約40 - 50名）というマンモス校であり、校舎の1号館はぎりぎりのキャパシティーである。食堂・売店は1号館の地下1階にあり、中等部と高等学校で共有している。
中学校の校舎は3号館にあり、1号館(高等学校)とは2号館（実験棟）を介して2つの渡り廊下でつながっている。3号館には中学生の教室だけでなく図書館や大ホールがあり、これらは高等学校と共有している。
この他にも、主に寮の建物であるが屋上にテニスコートを備える4号館や、かつては5号館も存在していたが取り壊され、現在はサブグラウンドとなっている。

## 部活動

### 硬式野球部
春・夏共に甲子園で優勝経験がある。（選手権：出場11回　優勝2回　（第52回・第97回）準優勝1回／選抜：出場12回　優勝3回（第72回・第83回・第93回）　準優勝2回）※※2020年の選抜大会は新型コロナで中止。出場回数のみカウント。

### 柔道部
国民栄誉賞受賞者・五輪や世界選手権メダリストなど多く輩出している柔道部は2010年まで約3年間公式戦無敗記録（高校柔道史上3校目の高校柔道3大大会3冠を2年連続達成。）

### ラグビー部
全国高校大会に10回出場している。全国高等学校選抜ラグビーフットボール大会には10回出場している。

### サッカー部
高校総体には4回出場している。2024年度に第103回全国高校選手権初出場を果たし、ベスト4に進出した。

### その他
剣道部やテニス部、男子バレーボール部等、全国レベルの部活が数多くある。また、アーチェリー部も2005年にインターハイ団体優勝を果たしている。バスケットボール部は全国大会初出場にしてベスト8に進出した。女子バレーボール部も全国レベルの部活動になりつつある。

### 吹奏楽部
全国大会出場経験をもつ吹奏楽部は、部員数が学内で一番多く活発的な活動を行っている。全国規模の吹奏楽コンクールで多くの受賞経験を持つ、全国トップレベルの部活動である。2012年には日本テレビ系の番組「1億人の大質問!?笑ってコラえて!」マーチングの旅にて全国放送された。また中等部の吹奏楽部は東関東大会出場、全日本管楽コンテスト出場経験がある。

### 美術部
美術部は、長年にわたって全国規模のコンクールへ絵画作品を出展し続けており、毎年各コンクールの最優秀賞・優秀賞・佳作・奨励賞などを受賞している。また文部科学大臣賞・農林水産大臣賞などの受賞者も多く輩出しており、全国有数の技術を有する部活動である。

## 著名な出身者

### 警察
- 宮崎正裕 - 剣道

### 野球
- 石井昭男
- 岡部憲章
- 原辰徳
- 津末英明
- 内田強
- 宮下正彦
- 長谷川国利
- 渡辺伸治
- 若林弘泰
- 藤本健治
- 早川健一郎
- 吉田道
- 原俊介
- 田中大二郎
- 稲嶺茂夫
- 森野将彦
- 山本淳
- 原拓也
- 市川友也
- 川端崇義
- 小林敦
- 岩﨑恭平
- 大田泰示
- 角一晃
- 角晃多
- 一二三慎太
- 大城卓三
- 菅野智之
- 田中広輔
- 田中俊太
- 渡辺勝
- 菅野剛士
- 友永翔太
- 小笠原慎之介
- 吉田凌
- 豊田寛
- 森下翔太
- 遠藤成
- 百﨑蒼生（中退）
- 山村崇嘉
- 西川僚祐
- 加藤響
- 吉田幸央（中退）
- 石田隼都
- 藤田琉生
- 林裕幸
- 森正敏
- 筑川利希也
- 遠藤雅洋
- 井尻陽久
- 大八木治
- 田倉雅雄
- 村中秀人
- 門馬敬治

### 柔道
- 山下泰裕
- 井上康生
- 羽賀龍之介
- 樋川純
- 森山孝臣
- 山田利彦
- 松本勇治
- 窪田茂
- 上水研一朗
- 藤田博臣
- 谷口徹
- 中野竜
- 駒木奈緒美
- 大束匡彦
- 竹谷知記
- 平井希
- 吉田優也
- 高木海帆
- 橋本壮市
- 藤井岳
- 髙藤直寿
- 小原拳哉
- 天野開斗

### ラグビー
- 土屋眞
- 五十嵐優
- 小笠原大樹
- 山本実
- 中村匡汰
- 杉山祐太
- 土一海人
- 池戸将太郎
- 古屋みず希

### サッカー
- 山口竜弥
- 中山陸
- 佐藤颯人

### 自転車
- 星川淳
- 山宮正
- 尾崎睦

### スポーツその他
- 山上有紀 - バレーボール
- 西山大翔 - バレーボール
- 高山善廣 - プロレス
- 闘牙進 - 相撲(中退)
- 神尾米 - テニス
- 佐土原遼 - バスケットボール
- 中山拓哉 - バスケットボール

### 芸能
- 立見里歌[8]
- 囲碁将棋 (お笑いコンビ)
- 森下能幸
- 山崎一[8]
- 米倉千尋
- 大西宇宙[8]
- ミスターTK（マジシャン）

### その他
- 井上尚登 - 作家

## 著名な教職員・関係者
- 原貢 - 野球部元監督
- 穴見寛 - 野球部元監督
- 山崎諭 - 元校長
- 土井崇司 - 元校長